# 鍵和田秞子
鍵和田 秞子（かぎわだ ゆうこ、1932年（昭和7年）2月21日 - 2020年（令和2年）6月11日）は、神奈川県出身の俳人。

## 経歴
秦野生まれ。神奈川県立平塚高等女学校（現・神奈川県立平塚江南高等学校）を経て、1954年にお茶の水女子大学国文学科を卒業。大学在学中、井本農一のもとで俳文学を学ぶとともに、村山古郷の「たちばな」に入会し句作を開始。大学卒業後は教師として勤める。また金尾梅の門の「季節」に入会。1963年、中村草田男主宰の「萬緑」に入会。のち萬緑新人賞、萬緑賞を受賞。1977年、第一句集『未来図』により第1回俳人協会新人賞を受賞。この年に教師を辞す。1984年、草田男の死を経て「未来図」を創刊・主宰。2006年、第七句集『胡蝶』により第45回俳人協会賞受賞。2015年、第九句集『濤無限』により第56回毎日芸術賞受賞。2020年、第十句集『火は禱り』により第35回詩歌文学館賞受賞。
代表句に「鶴啼くやわが身のこゑと思ふまで」など。2002年より大磯町鴫立庵の第22代庵主を務める。俳人協会常務理事、俳文学会、日本文芸家協会、日本ペンクラブの各会員。
2020年6月11日19時14分、老衰のため、東京都府中市の自宅で死去。88歳没。

## 著書
句集
- 『未来図』（卯辰山出版、1976年）
- 『浮標』（牧羊社、1982年）
- 『飛鳥』（角川書店、1986年）
- 『武蔵野』（角川書店、1990年）
- 『光陰』（角川書店、1997年）
- 『風月』（花神社、2000年）
- 『胡蝶』（角川書店、2005年）
- 『百年』（角川グループパブリッシング、2008年）
- 『濤無限』（KADOKAWA、2015年）
- 『火は禱り』（角川文化振興財団、2019年）
- 『鍵和田柚子全句集』（ふらんす堂、2020年）

随筆・入門書等
- 『季語深耕「祭」』（角川書店、1989年）
- 『俳句・季語』（誠文堂新光社、1990年）
- 『俳句をつくる』（共文社、1991年）
- 『俳句入門 作句のチャンス』（本阿弥書店、1992年）
- 『俳句のある四季―四季のしらべと作句の楽しみ』（角川書店、1995年）
- 『実作季語入門』（富士見書房、1995年）
- 『俳句上達講座―楽しい句作りのために』（朝日新聞社、1997年）
- 『花旅吟―花と俳句を楽しむ』（フレーベル館、1999年）
- 『花の歳時記』全4巻（講談社、2004年）